# Pacta conventa

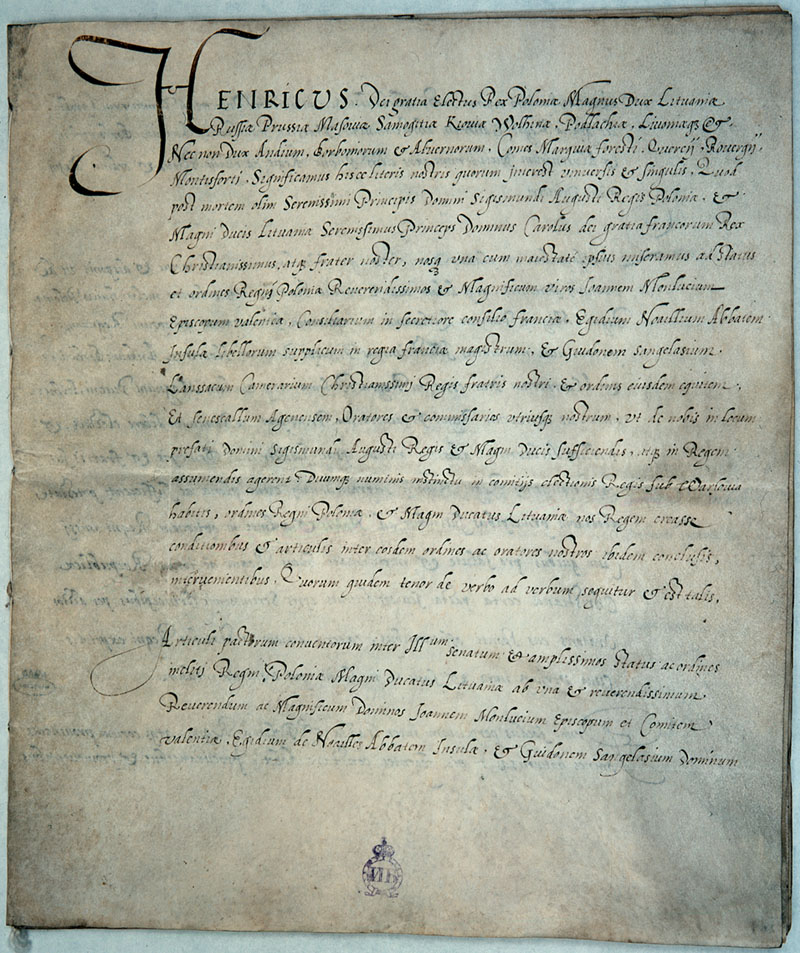
Первая Pacta conventa, подписанная Генрихом Валуа (1573)

Pacta conventa (с латыни — «всеобщие соглашения») — разновидность избирательной капитуляции в Речи Посполитой, с 1573 по 1764 год заключаемая между шляхтой Королевства Польского и Великого княжества Литовского и новоизбранным монархом перед его вступлением на престол.
Pacta conventa юридически закрепляла обязанность избранного короля уважать законы Речи Посполитой и определяла его обязательства и обещания в сферах международных отношений, налогов, государственного долга, вооружённых сил и т. д. Документ составлялся на элекционном сейме и его подписание являлось условием избрания монарха на трон.
Одним из примеров конкретных обязательств, найденных в Pacta conventa, служит обещание короля Владислава IV Вазы создать польско-литовский военный флот на Балтийском море.
В дополнение к своей собственной Pacta conventa каждый избранный король был обязан подписать и «Генриковы артикулы». Различия между этими двумя документами в последующие выборы постепенно стирались.